# Stanislav Šesták
Stanislav Šesták (* 16. prosince 1982, Demjata) je slovenský fotbalový útočník a bývalý reprezentant, od ledna 2017 hráč klubu FK Poprad. Účastník Mistrovství světa 2010 v Jihoafrické republice a EURA 2016 ve Francii.
Mimo Slovensko působil na klubové úrovni v Německu, Turecku a Maďarsku.

## Klubová kariéra
S fotbalem začínal v malém klubu FK Demjata v místě svého rodiště. Poté jej rodiče přihlásili do juniorky Tatranu Prešov, kde posléze započal svou profesionální fotbalovou kariéru. V prosinci 2001 přestoupil do Slovanu Bratislava, kde odehrál dvě sezóny.

### MŠK Žilina
V prosinci 2003 odešel do MŠK Žilina. Během angažmá v Žilině v sezóně 2006/07 Corgoň ligy skončil v tabulce střelců s 15 brankami na druhém místě, za vítězným Tomášem Oravcem zaostal o jedinou trefu. Se Žilinou vyhrál dvakrát Corgoň ligu (2003/04 a 2006/07).

### VfL Bochum
Do německé Bochumi přestoupil v létě 2007 z MŠK Žilina za 0,75 miliónu eur a podepsal zde čtyřletý kontrakt jako náhrada za Theofanise Gekase, který odešel do německého klubu Bayer 04 Leverkusen.

### MKE Ankaragücü
V létě 2010 odešel na jednoroční hostování do tureckého klubu MKE Ankaragücü, ve 24 zápasech Süper Lig vstřelil celkem 10 gólů (včetně hattricku do sítě Galatasaray SK). V červnu 2011 do Ankaragücü přestoupil za cca 2,9 milionu eur.
Turecký klub měl však finanční problémy a tak částku nedokázal vyplatit celou a splácel ji.

### Bursaspor
O tři měsíce později v září 2011 přestoupil do tureckého Bursasporu za cca 2,5 milionu eur.
V domácím zápase předkola play-off Evropské ligy 2012/13 23. srpna 2012 svým gólem pomohl k vítězství 3:1 proti nizozemskému týmu FC Twente. Šesták v 53. minutě zvyšoval na průběžných 2:1. Odvetu 30. srpna Bursaspor prohrál 1:4 po prodloužení a do skupinové fáze Evropské ligy se nekvalifikoval.
V prosinci 2013 skóroval ve dvou ligových zápasech po sobě, nejprve 16. prosince proti Trabzonsporu (remíza 2:2, jeho první ligový gól v sezoně 2013/14) a poté 23. prosince proti Erciyessporu (výhra 3:1).

### VfL Bochum (návrat)
V květnu 2014 se dohodl na dvouletém angažmá ve druholigovém německém klubu VfL Bochum, kde již v minulosti působil. Do klubu přišel zadarmo jako volný hráč, neboť mu v Turecku skončila smlouva. V srpnu 2014 ve druhém ligovém kole se dvěma góly podílel na vítězství 5:1 nad FC Erzgebirge Aue. Smlouvu s Bochumí podepsal na dva roky, ale v květnu 2015 se dohodl na jejím předčasném ukončení.

### Ferencváros Budapešť
V červnu 2015 se dohodl na smlouvě s maďarským klubem Ferencváros z Budapešti. V ročníku 2015/16 získal s týmem double, tedy ligový titul i prvenství v maďarském poháru.

### FK Poprad
V lednu 2017 podepsal smlouvu s klubem FK Poprad, jehož představitelé o něj jevili velký zájem.

## Reprezentační kariéra
Stanislav Šesták reprezentoval Slovensko již v mládežnických kategoriích.
V A-týmu Slovenska debutoval 18. 8. 2004 v kvalifikačním utkání v Bratislavě proti Lucembursku (výhra 3:1).
15. října 2008 v zápase 3. evropské kvalifikační skupiny o postup na Mistrovství světa ve fotbale 2010 vstřelil Polsku dva góly v průběhu dvou minut (85. a 86. minuta), čímž otočil výsledek z 0:1 na 2:1. Se šesti vstřelenými góly se stal nejlepším střelcem Slovenska v kvalifikaci na MS 2010. Zúčastnil se i samotného Mistrovství světa 2010 konaného v Jihoafrické republice.
14. srpna 2013 se objevil v reprezentačním zápase po více než roce, když jej povolal trenér Ján Kozák. Svým gólem zařídil remízu 1:1 v přátelském střetnutí s domácím Rumunskem. Nastoupil v odvetném kvalifikačním zápase s Bosnou a Hercegovinou 10. září 2013 v Žilině, Slovensko podlehlo svému balkánskému soupeři 1:2 a ztratilo naději alespoň na baráž o Mistrovství světa 2014 v Brazílii. 19. listopadu 2013 dostal příležitost v přátelském utkání proti Gibraltaru, které mělo dějiště v portugalském Algarve ve městě Faro a bylo vůbec prvním oficiálním zápasem Gibraltaru po jeho přijetí za 54. člena UEFA v květnu 2013. V zápase se zrodila překvapivá remíza 0:0, za slovenský výběr nastoupili hráči z širšího reprezentačního výběru a také několik debutantů. Stanislav měl v zápase kapitánskou pásku.
Ve třetím kole kvalifikace na EURO 2016 proti Bělorusku vstřelil pojišťovací gól na konečných 3:1 pro Slovensko, které získalo ze tří úvodních zápasů plný počet devíti bodů. Šesták zakončil přímočarou akci, která vzešla od brankáře Matúše Kozáčika, jeho dlouhý výkop mu hlavou posunul Adam Nemec. Se slovenskou reprezentací slavil 12. října 2015 postup na EURO 2016 ve Francii (historicky první pro Slovensko od rozdělení Československa).

### Mistrovství světa 2010
Na světovém šampionátu 2010 v Jižní Africe se Slovensko dostalo do osmifinále, kde podlehlo pozdějšímu vicemistrovi Nizozemsku 1:2. V základní skupině F v prvním zápase proti Novému Zélandu (15. června 2010, remíza 1:1) hrál do 81. minuty, pak jej na hřišti vystřídal Filip Hološko. Nastoupil v základní sestavě i ve druhém utkání proti Paraguay (20. června 2010), které Slovensko prohrálo 0:2, a tentokrát jej Hološko nahradil v 70. minutě. Třetí zápas proti Itálii (24. června 2010) sledoval z lavičky, na hřiště se dostal až v nastaveném čase v 92. minutě. Mohl slavit cenné vítězství 3:2, které slovenskému mužstvu zaručilo účast v osmifinále na úkor Itálie a Nového Zélandu. V osmifinále do zápasu nezasáhl, Slovensko prohrálo 1:2 a s turnajem se rozloučilo.

### EURO 2016
Trenér Ján Kozák jej vzal na EURO 2016 ve Francii, kam se Slovensko probojovalo poprvé v éře samostatnosti. Zde nastoupil v závěru osmifinálového duelu proti Německu (porážka 0:3). Byla to jeho reprezentační derniéra, poté ohlásil konec reprezentační kariéry. Celkem odehrál ve slovenském národním týmu 66 zápasů a vstřelil 13 gólů.

### Reprezentační zápasy a góly
Zápasy Stanislava Šestáka za A-mužstvo Slovenska
| Rok    | Zápasy | Góly |
| ------ | ------ | ---- |
| 2004   | 4      | 0    |
| 2005   | 1      | 0    |
| 2006   | 2      | 0    |
| 2007   | 9      | 2    |
| 2008   | 6      | 4    |
| 2009   | 9      | 4    |
| 2010   | 9      | 1    |
| 2011   | 3      | 0    |
| 2012   | 2      | 0    |
| 2013   | 7      | 1    |
| 2014   | 6      | 1    |
| 2015   | 4      | 0    |
| 2016   | 4      | 0    |
| Celkem | 66     | 13   |

Góly Stanislava Šestáka za A-mužstvo Slovenska
| Gól | Datum        | Stadion                                       | Soupeř        | Skóre (min.)  | Výsledek | Soutěž                   |
| --- | ------------ | --------------------------------------------- | ------------- | ------------- | -------- | ------------------------ |
| 010 | 13. 10. 2007 | Mestský štadión, Dubnica nad Váhom, Slovensko | San Marino    | 02:0 0(32.)   | 7:0      | kvalifikace na EURO 2008 |
| 02  | 13. 10. 2007 | Mestský štadión, Dubnica nad Váhom, Slovensko | San Marino    | 06:0 0(56.)   | 7:0      | kvalifikace na EURO 2008 |
| 03  | 06. 2. 2008  | Limassol, Kypr                                | Maďarsko      | 01:1 0(64.)   | 1:1      | přátelský zápas          |
| 04  | 11. 10. 2008 | Serravalle, San Marino                        | San Marino    | 00:1 0(33.)   | 1:3      | kvalifikace na MS 2010   |
| 05  | 15. 10. 2008 | Tehelné pole, Bratislava, Slovensko           | Polsko        | 01:1 0(84.)   | 2:1      | kvalifikace na MS 2010   |
| 06  | 15. 10. 2008 | Tehelné pole, Bratislava, Slovensko           | Polsko        | 02:1 0(86.)   | 2:1      | kvalifikace na MS 2010   |
| 07  | 01. 4. 2009  | AXA Arena, Praha, Česko                       | Česko         | 00:1 0(22.)   | 1:2      | kvalifikace na MS 2010   |
| 08  | 05. 9. 2009  | Tehelné pole, Bratislava, Slovensko           | Česko         | 01:0 0(59.)   | 2:2      | kvalifikace na MS 2010   |
| 09  | 09. 9. 2009  | Windsor Park, Belfast, Severní Irsko          | Severní Irsko | 00:1 0(15.)   | 0:2      | kvalifikace na MS 2010   |
| 10  | 17. 11. 2009 | Štadión pod Dubňom, Žilina, Slovensko         | Chile         | 01:1 0(17.)   | 1:2      | přátelský zápas          |
| 11  | 05. 6. 2010  | Stadion Pasienky, Bratislava                  | Kostarika     | 03:0 0(88.)   | 3:0      | přátelský zápas          |
| 12  | 014. 8. 2013 | Arena Națională, Bukurešť, Rumunsko           | Rumunsko      | 01:1 0(56.)   | 1:1      | přátelský zápas          |
| 13  | 12. 10. 2014 | Borisov Arena, Barysaŭ, Bělorusko             | Bělorusko     | 01:3 0(90+1.) | 1:3      | kvalifikace na EURO 2016 |

## Úspěchy
- mistr Slovenska: 2003/04 a 2006/07
- mistr Maďarska: 2015/16
- vítěz maďarského poháru: 2015/16
- umístění v anketě Fotbalista roku (Slovensko):
  - 2009 - 2. místo
- účast na Mistrovství světa 2010 v Jihoafrické republice (osmifinále)
- účast na EURU 2016 ve Francii (osmifinále)